# Урняк (Зеленодольский район)
Урняк (тат. Үрнәк) — посёлок в Зеленодольском районе Республики Татарстан России. Входит в состав Новопольского сельского поселения.

## География
Посёлок находится в западной части Татарстана, в зоне хвойно-широколиственных лесов, при автодороге А295, на расстоянии примерно 12 километров (по прямой) к востоку от города Зеленодольска, административного центра района. Абсолютная высота — 99 метров над уровнем моря.

### Климат
Климат характеризуются как умеренно континентальный, с умеренно холодной продолжительной зимой и тёплым летом. Среднегодовая температура воздуха составляет 4,1 °С. Средняя температура воздуха самого холодного месяца (января) — −10,8 °C (абсолютный минимум — −47 °C); самого тёплого месяца (июля) — 19,6 °C (абсолютный максимум — 38 °C). Безморозный период длится 142 дня. Среднегодовое количество атмосферных осадков составляет 477 мм, из которых около 330 мм выпадает в период с апреля по октябрь. Снежный покров держится в течение 150 дней.

### Часовой пояс
Посёлок Урняк, как и весь Татарстан, находится в часовой зоне МСК (московское время). Смещение применяемого времени относительно UTC составляет +3:00.

## Население
Население посёлка Урняк в 2020 году составляло 232 человека. Было учтено 112 дворов.

### Национальный состав
Согласно результатам переписи 2002 года, в национальной структуре населения татары составляли 97 % из 227 чел..